# Valderrama, Durango
Valderrama är en ort i Mexiko.   Den ligger i kommunen San Dimas och delstaten Durango, i den centrala delen av landet, 900 km nordväst om huvudstaden Mexico City. Valderrama ligger 570 meter över havet och antalet invånare är 179.
Terrängen runt Valderrama är bergig åt sydost, men åt nordväst är den kuperad. Valderrama ligger nere i en dal. Runt Valderrama är det mycket glesbefolkat, med 3 invånare per kvadratkilometer. Närmaste större samhälle är Tayoltita, 2,2 km sydväst om Valderrama. I omgivningarna runt Valderrama växer i huvudsak blandskog.